# Drusilla (Buffy the Vampire Slayer)
Drusilla é uma personagem fictícia criada por Joss Whedon para o seriado estadunidense Buffy a Caça Vampiros, interpretada por Juliet Landau.
Ela aparece na série no terceiro episódio da segunda temporada, "Escola da Pesada", como uma vampira amiga de Spike, que também chega a Sunnydale neste episódio. Drusilla, porém, está muito fraca, e diz a Spike que sente saudades de Praga, quando os dois quase foram mortos. Após Spike matar o Ungido, ela e Spike ficam assistindo televisão.